# Glossosoma tripartitum
Glossosoma tripartitum är en nattsländeart som beskrevs av Schmid 1971. Glossosoma tripartitum ingår i släktet Glossosoma och familjen stenhusnattsländor. Inga underarter finns listade i Catalogue of Life.